# يوريكا (مسلسل أميركي)
يوريكا (بالإنجليزية: Eureka)‏، وتعني باليونانية «وجدتها»، هو مسلسل أميركي يبث على قناة ساي فاي الأميركية وتم تصويره في كندا بولاية كولومبيا البريطانية، وبدأ بثه في 18 تموز/يوليو 2006. تدور أحداث المسلسل في بلدة خيالية اسمها يوريكا في ولاية أوريغون الأميركية ويسكنها العباقرة والعلماء. وتقريباً كل شخص في هذه البلدة يعمل في مؤسسة غلوبال دايناميك، وهي مؤسسة أبحاث ضخمة مسؤولة عن اختراع وتطوير التقنيات في الـ 50 سنة الماضية. كل حلقة من المسلسل هي عبارة عن حادث غامض أو سوء استعمال متعمَّد للتقنيات، حيث يقوم مدير شرطة البلدة جاك كارتر بحل المشاكل بمساعدة علماء البلدة. وكل موسم يعرض قصة أو حدث رئيسي يتناولها على عدد حلقات الموسم.
سمي المسلسل في المملكة المتحدة بـ A Town Called Eureka أي «بلدة تدعى يوريكا».

## الشخصيات

### الشخصيات الرئيسية
- جاك كارتر قام بهذه الشخصية كولين فريغيسن: شرطي اتحادي أميركي وتم تعيينه مدير شرطة البلدة، جاك يصعق بالتقنيات الحديثة الموجودة في هذه البلدة وبالمشاكل التقنية والعلمية التي تهدد البلدة، وبالرغم من أنه رجل استخبارات متوسط في بلدة مليئة بالعباقرة والأذكياء إلا أن أفكار جاك البسيطة تخلق ارتباطات بين الأحداث والأشخاص تؤدي إلى معرفة أسباب المشاكل وحلولها. ولا يتغير دور جاك في المسلسل مع التسلسل الزمني للأحداث.
- د. آليسون بليك قامت بهذه الشخصية سالي ريتشردسن ويتفيلد: وكيلة وزارة الدفاع حيث تكون وسيلة الاتصال بين يوريكا والحكومة الفيدرالية، وتصبح لاحقاً مديرة غلوبال دايناميك. وهي دائماً في مقدمة أي معضلة قد تحدث في البلدة. بالإضافة لعملها في وزارة الدفاع فإنها قد حصلت على شهادتي دكتوراه وشهادة ماجستير. آليسون تربي ابنها كيفين المصاب بمرض التوحد ووالد كيفين قد توفي وهو طفل رضيع. وقد حملت بطفلة اسمها جينا قبل وفاة نيثان (شخصية أساسية في المسلسل) بفترة قصيرة. بعد التغييرات في التسلسل الزمني للأحداث يتخلص كيفين من مرض التوحد وآليسون تصبح رئيسة القسم الطبي في غلوبال دايناميك.
- زوي كارتر قامت بهذه الشخصية جوردن هيندسن: ابنة جاك المراهقة والتي تعصي أوامره وتختلف معه باستمرار، هي ذكية بما يكفي لمجاراة ذكاء أهل البلدة (اختبار ذكائها 157) وتحب أن تكون طبيبة وبمساعدة هنري برسالة توصية يتم قبولها مبكراً في برنامج هارفرد الطبي، وهي تواعد لوكاس ولكن بعد التسلسل الزمني للأحداث تكون علاقتهم منتهية بسبب انتقال لوكاس إلى جنيف، ثم تظهر اهتماماً لـزين وأصبحت مسؤولة أكثر قليلاً بعد قبولها في برنامج هارفرد.
- د. هنري ديكن قام بهذه الشخصية جو مورتن: يقوم بأغلب أعمال البلدة بالرغم من أنه مثل باقي سكان يوريكا، عالم منضبط متعدد التخصصات، هنري لديه اعتراضات أخلاقية على أنواع البحوث التي تجرى غلوبال دايناميك، حيث يفضل أن يكون يعمل كميكانيكي البلدة. مساعدة هنري تكون غالباً ثمينة في حل المشكلات العلمية والتقنية التي تحدث في البلدة.
- د. نيثان ستارك قام بهذه الشخصية إد كوين: أحد علماء يوريكا الكبار ودائماً على خلاف هو وجاك مع ذلك فالاحترام المتبادل موجود بينهم، وهو زوج آليسون السابق ويحاولون الزواج مرة أخرى ولكنه يختفي ويصبح غير مادي في يوم زفافه عند محاولته لإنقاذ العالم من التناقض الزمني (هو نوع من أنواع الخيال العلمي بحدوث تناقضات زمنية يؤدي إلى تدمير الكون عند محاولة أحدهم بالتلاعب بالماضي).
- جوزفينا (جو) لوبو قامت بهذه الشخصية ايريكا سيرا: شرطية قاسية تعشق الأسلحة النارية وتعمل مع كارتر في نفس مركز الشرطة.
- د. دوغلاس فارغو قام بهذه الشخصية نيل غريسن: عالم شاب مظهره كالمهووسين بالعلم ويعمل في غلوبال دايناميك وغالباً ما يساعد الآخرين في حل المشاكل التي تحدث.
- زين دونفن قام بهذه الشخصية نايل ماتر: عبقري يحب عصيان الأوامر والخداع ومخالفة القوانين ظهر في الموسم الثاني بعد أن اعتقل أثر عملية احتيال من قبل مكتب التحقيقات الفيدرالية (FBI) ويتم تجنيده في يوريكا كشرط للخروج من السجن.

### الشخصيات الثانوية
هنالك الكثير من الشخصيات الثانوية أو التي تظهر لحلقة واحد فقط، من الشخصيات الثانوية:
- مات فريور بدور د. جيم تاغرت
- هايمي راي نيومن بدور د. تس فونتانا
- ديبرا فارينتينو بدور د. بيفرلي بارلو
- كريس غوثيير بدور فينسنت

## روابط خارجية
- يوريكا على موقع IMDb (الإنجليزية)
- يوريكا على موقع ميتاكريتيك (الإنجليزية)
- يوريكا على موقع روتن توميتوز (الإنجليزية)
- يوريكا على موقع أول موفي (الإنجليزية)
- يوريكا على موقع كينوبويسك (الروسية)
- يوريكا على موقع ألو سيني (الفرنسية)
- يوريكا على موقع قاعدة بيانات الفيلم (الإنجليزية)